# Russische Meisterschaften in der Nordischen Kombination 2021
Die russischen Meisterschaften in der nordischen Kombination 2021 fanden vom 23. bis 31. März in Nischni Tagil statt. Die Sprungwettbewerbe wurden auf der Schanzenanlage Tramplin Stork ausgetragen. Aufgrund warmen Wetters fanden die Wettbewerbe ausschließlich von der Normalschanze statt. Darüber hinaus machten die Wetterbedingungen die Absage des Einzelwettbewerbs der Männer von der Großschanze notwendig. Der Veranstalter ist der russische Verband für Skispringen und die Nordische Kombination. Cheftrainer der Frauen war Denis Tischagin.
Die Meisterschaften fanden zum Saisonende 2020/21 statt. Bei den Herren gelang es keinem Athleten, Weltcup-Punkte zu gewinnen, wobei die zwei als stärksten eingeschätzten Sportler Ernest Jachin und Witali Iwanow verletzungsbedingt auf Starts verzichten mussten. Bei den Nordischen Skiweltmeisterschaften 2021 in Oberstdorf belegte das russische Team den zehnten Platz. Als favorisiert galten die erfahrenen Kombinierer Wjatscheslaw Barkow und Samir Mastijew, die am letzten Continental-Cup-Wochenende Mitte März die besten russischen Ergebnisse erzielten. Tatsächlich gewann Barkow nicht nur den Einzeltitel, sondern wurde darüber hinaus auch im Team sowie im Teamsprint russischer Meister. Bei den Frauen erreichten drei Athletinnen die Punkteränge im Weltcup und feierten in Person von Stefanija Nadymowa im zweitklassigen Continental Cup auch Podestplatzierungen. Als Favoritin galt somit Stefanija Nadymowa, die jedoch erstmals nur den zweiten Rang belegte. Ihren ersten Meistertitel gewann die 15-jährige Marija Kusmina.

## Programm und Zeitplan
Das Programm der Meisterschaften umfasste zwei Einzel- und zwei Teambewerbe bei den Männern sowie ein Einzelwettkampf bei den Frauen. Die Meisterschaften dauerten eine Woche an. Der ursprüngliche Zeitplan konnte nicht eingehalten werden, da aufgrund warmen Wetters die Anlaufspur teilweise schmolz und es so nicht möglich war, den Sprunglauf der Herren von der Normalschanze durchzuführen. Daher wurde der erste Einzelwettkampf der Herren auf den 26. März verschoben, wo der Sprunglauf um acht Uhr bei kalten Temperaturen abgehalten werden soll. Damit einher ging auch eine Verlegung des Teamwettbewerbs um einen Tag auf den 27. März. Aufgrund warmen Wetters wurde der Einzelwettbewerb der Männer von der Großschanze abgesagt sowie der Teamsprint-Wettkampf auf die Normalschanze sowie um einen Tag nach vorne verlegt. Der ursprüngliche Zeitplan konnte daher mit Ausnahme des Frauen Einzels nicht eingehalten werden.
| Datum         | Uhrzeit | Ereignis                  | Geschlecht      |
| ------------- | ------- | ------------------------- | --------------- |
| Di., 23. März |         | Anreisetag                |                 |
| Di., 23. März | 15:00   | Kommissionssitzung        |                 |
| Di., 23. März | 16:00   | Jurysitzung               |                 |
| Mi., 24. März | 10:00   | Offizielles Training K90  | Frauen & Männer |
| Mi., 24. März | 15:00   | Streckenbesichtigung      | Frauen & Männer |
| Do., 25. März | 10:00   | Sprunglauf K90            | Frauen          |
| Do., 25. März | 11:00   | Sprunglauf K90            | Männer          |
| Do., 25. März | 16:00   | Langlauf 5 km             | Frauen          |
| Do., 25. März | 16:30   | Langlauf 10 km            | Männer          |
| Do., 25. März | 17:00   | Siegerehrung              | Frauen & Männer |
| Fr., 26. März | 10:00   | Sprunglauf Team K90       | Männer          |
| Fr., 26. März | 15:30   | Langlauf 4×5 km           | Männer          |
| Fr., 26. März | 17:00   | Siegerehrung              | Männer          |
| Sa., 27. März | 10:00   | Offizielles Training K120 | Männer          |
| Sa., 27. März | 15:00   | Streckenbesichtigung      | Männer          |
| So., 28. März | 10:00   | Sprunglauf K120           | Männer          |
| So., 28. März | 16:00   | Langlauf 10 km            | Männer          |
| So., 28. März | 17:00   | Siegerehrung              | Männer          |
| Mo., 29. März | 10:00   | Offizielles Training K120 | Männer          |
| Mo., 29. März | 15:00   | Streckenbesichtigung      | Männer          |
| Di., 30. März | 10:00   | Sprunglauf Team K120      | Männer          |
| Di., 30. März | 16:00   | Langlauf 2×7,5 km         | Männer          |
| Di., 30. März | 17:00   | Siegerehrung              | Männer          |
| Mi., 31. März |         | Abreisetag                |                 |

## Ergebnisse

### Frauen
Der Einzelwettbewerb der Frauen fand am Donnerstag, dem 25. März 2021 nach der Gundersen-Methode statt. Hierzu fand zunächst ein Sprungdurchgang von der Normalschanze statt, ehe die daraus resultierenden Punktdifferenzen in Zeitabstände umgerechnet wurden, nach denen der 5 Kilometer Langlauf gestartet wurde. So ging Stefanija Nadymowa nach dem Sprunglauf als Führende auf die Loipe. Die Athletinnen hatten auf der Schanze mit einer aufgrund warmer Temperaturen schmelzenden Anlaufspur zu kämpfen, weshalb nur geringe Geschwindigkeiten erreicht und daher lediglich geringe Weiten erzielt wurden. Im Langlauf stellte die Fünfzehnjährige Marija Kusmina die Bestzeit auf, welche deutlich besser war als die Zeiten ihrer Konkurrentinnen, sodass sie ihren Rückstand von 51 Sekunden nach dem Springen wettmachen konnte und schließlich sogar mit einem Vorsprung von 27,5 Sekunden als Erste ins Ziel kam. Es war nicht nur ihr erster Meistertitel, sondern darüber hinaus das erste Mal, dass eine andere Athletin als Seriensiegerin Stefanija Nadymowa den Sieg erringen konnte. Es waren 22 Teilnehmerinnen am Start, wobei Olga Aristowa nach der schwächsten Sprungleistung nicht mehr zum Langlauf antrat.
| Platz | Name                     | Föderationssubjekt      | Sprungpunkte | Laufzeit | Rückstand |
| ----- | ------------------------ | ----------------------- | ------------ | -------- | --------- |
| 01.   | Marija Kusmina           | Sankt Petersburg        | 055,6        | 15:47,2  | 16:38,2   |
| 02.   | Stefanija Nadymowa       | Oblast Moskau           | 068,3        | 17:05,7  | +0:27,5   |
| 03.   | Swetlana Gladikowa       | Oblast Moskau           | 059,8        | 16:41,8  | +0:37,6   |
| 04.   | Tschulpan Walijewa       | Republik Baschkortostan | 066,2        | 17:42,6  | +1:12,4   |
| 05.   | Anastassija Gontscharowa | Region Krasnojarsk      | 056,9        | 17:11,7  | +1:19,5   |
| 06.   | Jelena Silantjewa        | Republik Tatarstan      | 031,6        | 16:42,1  | +2:30,9   |
| 07.   | Anna Alexandrowna        | Region Perm             | 050,1        | 18:05,4  | +2:40,2   |
| 08.   | Alexandra Glasunowa      | Sankt Petersburg        | 054,2        | 18:37,3  | +2:55,1   |
| 09.   | Diana Fjodorowa          | Region Krasnojarsk      | 048,3        | 18:16,7  | +2:58,5   |
| 10.   | Alexandra Tichonowitsch  | Oblast Moskau           | 038,9        | 17:50,3  | +3:10,1   |

### Männer

#### Gundersen Einzel
Der Einzelwettbewerb der Männer von der Normalschanze fand am Freitag, dem 26. März 2021 nach der Gundersen-Methode statt, nachdem aufgrund zu warmer Temperaturen der Wettkampf am Vortag nicht durchgeführt werden konnte. Nach dem Sprunglauf auf der Normalschanze wurden vier Runden à 2500 Kilometer gelaufen und dabei ein Gesamtanstieg von 79 Metern zurückgelegt. Russischer Meister wurde, der sich im Zielsprint gegen durchsetzen konnte. Alexander Kolganow gewann den Sprunglauf, wohingegen Witali Scharschawin der Schnellste auf der Loipe war. Es waren 59 Teilnehmer am Start, wobei deren vier nicht mehr zum Langlauf antraten sowie weitere fünf das Rennen nicht beendeten.
| Platz | Name                | Föderationssubjekt      | Sprungpunkte | Laufzeit | Rückstand |
| ----- | ------------------- | ----------------------- | ------------ | -------- | --------- |
| 01.   | Wjatscheslaw Barkow | Moskau                  | 093,9        | 28:44,2  | 29:40,2   |
| 02.   | Samir Mastijew      | Oblast Swerdlowsk       | 094,9        | 28:48,5  | +0:00,3   |
| 03.   | Artjom Galunin      | Oblast Nischni Nowgorod | 089,3        | 29:41,8  | +1:15,6   |
| 04.   | Witali Scharschawin | Oblast Moskau           | 066,2        | 28:42,4  | +1:48,2   |
| 05.   | Alexander Milanin   | Moskau                  | 098,2        | 30:51,0  | +1:48,8   |
| 06.   | Maxim Kipin         | Oblast Swerdlowsk       | 064,2        | 28:45,0  | +1:58,8   |
| 07.   | Iwan Pronin         | Sankt Petersburg        | 080,8        | 29:53,5  | +2:01,3   |
| 08.   | Alexander Kolganow  | Oblast Moskau           | 107,8        | 31:47,3  | +2:07,1   |
| 09.   | Dawid Ibragimow     | Sankt Petersburg        | 079,0        | 29:59,9  | +2:14,7   |
| 10.   | Timofei Borissow    | Oblast Moskau           | 090,6        | 30:56,2  | +2:25,0   |

#### Teamsprint
Der 2×7,5 km-Teamsprint fand entgegen dem ursprünglichen Zeitplan am 29. März und von der Normalschanze statt. Da die Anlaufspur der Großschanze aufgrund des warmen Wetters nicht imstande gehalten werden konnte, war eine Verlegung auf die Normalschanze notwendig geworden. Es nahmen 22 Zweier-Teams teil, wobei ein Team nach dem Sprunglauf nicht mehr an den Start ging. Russische Meister wurde wie in der Staffel das Moskauer Team, welches aus Wjatscheslaw Barkow und Alexander Milanin bestand. Auf dem zweiten Platz folgten Samir Mastijew und Maxim Kipin, wobei die Haupteinnahmequelle Kipins nicht der Sport, sondern seine Arbeit als Feuerwehrmann darstellte. Konstantin Abramow beendete im Anschluss an das Rennen seine Karriere.
| Platz | Team                | Namen                                  | Sprungpunkte      | Laufzeit                | Rückstand |
| ----- | ------------------- | -------------------------------------- | ----------------- | ----------------------- | --------- |
| 01.   | Moskau I            | Alexander Milanin Wjatscheslaw Barkow  | 209,0 098,0 111,0 | 33:55,5 17:23,1 16:32,4 | 33:56,1   |
| 02.   | Oblast Swerdlowsk I | Samir Mastijew Maxim Kipin             | 172,5 089,0 083,5 | 33:53,6 16:42,1 17:11,5 | +0:46,5   |
| 03.   | Oblast Moskau II    | Alexander Kolganow Witali Scharschawin | 193,0 115,0 078,0 | 34:29,3 17:03,2 17:26,1 | +0:54,9   |
| 04.   | Sankt Petersburg I  | Iwan Konopljew Iwan Pronin             | 188,0 093,5 094,5 | 34:50,7 17:10,2 17:40,5 | +1:22,5   |
| 05.   | Moskau II           | Alexander Owsjannikow Eduard Schirnow  | 179,5 100,5 079,0 | 35:18,6 17:56,1 17:22,5 | +2:00,4   |

#### Team
Der 4×5-km-Staffelwettbewerb nach der Gundersen-Methode fand am Samstag, dem 27. März statt. Es nahmen elf Teams aus acht russischen Föderationssubjekten teil, wobei zwei Staffeln nach dem Sprunglauf nicht mehr an den Start gingen. Nach dem Sprunglauf führte das Team aus Moskau mit drei Sekunden Vorsprung auf die Staffel aus dem Moskauer Oblast, doch ging die Staffel aus Sankt Petersburg nach zwei Läufern zwischenzeitlich in Führung. In der dritten Runde übernahm Alexander Milanin jedoch erneut die Spitze und der Schlussläufer aus Moskau Wjatscheslaw Barkow distanzierte seine Konkurrenten weiter.
| Platz | Team                    | Namen                                                                       | Sprungpunkte | Laufzeit | Rückstand |
| ----- | ----------------------- | --------------------------------------------------------------------------- | ------------ | -------- | --------- |
| 01.   | Moskau I                | Alexander Owsjannikow Eduard Schirnow Alexander Milanin Wjatscheslaw Barkow | 348,1        | 51:20,4  | 51:20,4   |
| 02.   | Oblast Moskau           | Alexander Kolganow Timofei Borissow Denis Agunow Witali Scharschawin        | 346,1        | 51:56,8  | +0:39,4   |
| 03.   | Sankt Petersburg I      | Dawid Ibragimow Iwan Konopljew Kirill Awerjanow Iwan Pronin                 | 329,0        | 52:22,8  | +1:27,4   |
| 04.   | Oblast Swerdlowsk       | Maxim Kipin Sergei Berdyschew Dmitri Golowyrskich Samir Mastijew            | 246,7        | 52:24,0  | +3:18,6   |
| 05.   | Oblast Nischni Nowgorod | Artjom Galunin Kirill Akulin Artjom Chnytschkow Wladimir Nowoschenin        | 271,3        | 54:38,3  | +4:59,9   |

## Medaillenspiegel
| Platz | Föderationssubjekt      |   |   |   |    |
| ----- | ----------------------- | - | - | - | -- |
| 1     | Moskau                  | 3 | 0 | 0 | 3  |
| 2     | Sankt Petersburg        | 1 | 0 | 1 | 2  |
| 3     | Oblast Moskau           | 0 | 2 | 2 | 4  |
| 4     | Oblast Swerdlowsk       | 0 | 2 | 0 | 2  |
| 5     | Oblast Nischni Nowgorod | 0 | 0 | 1 | 1  |
| Total | Total                   | 4 | 4 | 4 | 12 |